# Sztafaż

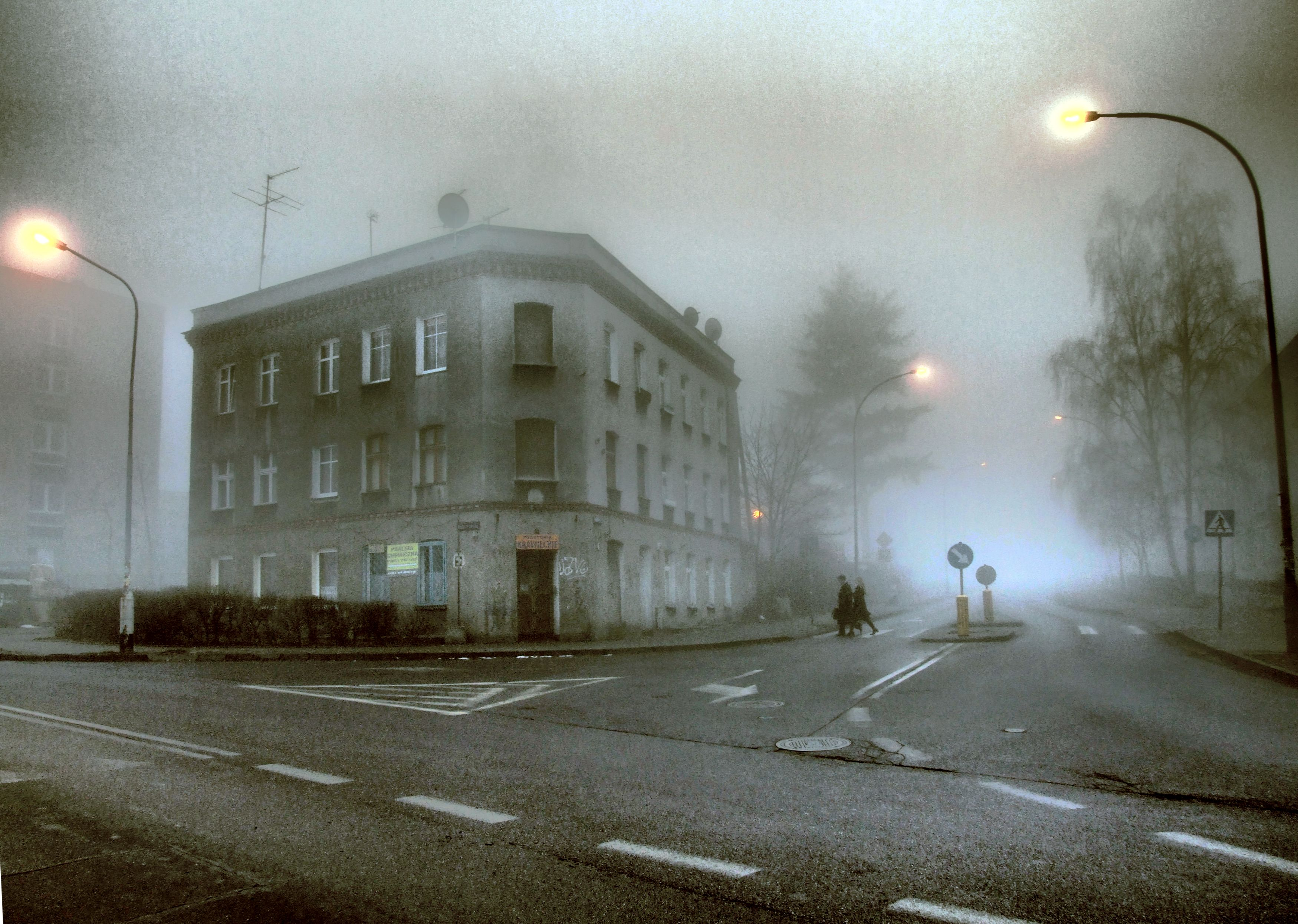
Postacie ludzkie jako sztafaż we współczesnej fotografii

Sztafaż (niem. Staffage od ausstaffieren, przyozdabiać) – niewielkie postacie ludzkie i zwierzęta lub skromne sceny rodzajowe wprowadzane do kompozycji krajobrazowych w celu ich ożywienia lub upiększenia.
Na przełomie XVIII i XIX wieku sztafaż zaczął oznaczać grupę ludzi lub zwierząt, których zadaniem było ożywienie przedstawionej sceny.
August Demmin, autor książek poświęconych sztuce, tak definiuje sztafaż:
Staffage vient du mot allemand staffel (degré), staffeley (chevalet), et stafferen (garnir); il désigne en peinture ce que l’on appelle en français peuplé, c’est-à-dire la partie d’un tableau formée par les figures d’hommes et de femmes qui «animent» un paysage
Staffage pochodzi od niemieckich słów Staffel (stopień), Staffeley (sztaluga) i stafferen (dodatki); oznacza w malarstwie to, co po francusku nazywa się peuplé, czyli część obrazu utworzoną przez postacie mężczyzn i kobiet, które „ożywiają” krajobraz.
Sztafaż nie nawiązuje bezpośrednio do głównego motywu dzieła, a jedynie uatrakcyjnia tło, które mogłoby się wydać puste, monotonne lub zbyt nudne. Sztafaż zastępuje tło czymś ciekawszym, spełniając jednak nadal podstawowe funkcje tła, tak więc użycie sztafażu odbywa się jedynie w warstwie formalnej, a nie znaczeniowej.
Sztafaż nie powinien zdominować całości dzieła, choć jest ważny dla jego prawidłowego i pełnego odbioru. Prawidłowe użycie sztafażu może podkreślić monumentalność sceny, pomaga w zachowaniu proporcji i perspektywy kompozycji, pogłębia tło, uwypukla elementy pierwszoplanowe, pomaga w odpowiednim rozplanowaniu akcentów. Dobrze zastosowany sztafaż może „opowiedzieć” historię, wywołać emocje lub duchowe przeżycia. Ich rodzaj zależy od kręgu kulturowego odbiorcy.
Sztafaż może być stosowany we wszystkich rodzajach dzieł sztuki, również w literaturze.